# NGC 4112
NGC 4112 is een balkspiraalstelsel in het sterrenbeeld Centaur. Het hemelobject werd op 2 maart 1835 ontdekt door de Britse astronoom John Herschel.

## Synoniemen
- ESO 321-6
- MCG -7-25-3
- AM 1204-395
- IRAS12045-3955
- PGC 38452